# Philip Cohen (Biochemiker)
Sir Philip Cohen  (* 22. Juli 1945 in Middlesex) ist ein britischer Biochemiker und Hochschullehrer an der University of Dundee.
Cohen studierte am University College London mit dem Bachelor-Abschluss 1966 und der Promotion bei Michael Rosemeyer 1969. Als Post-Doktorand war er bei Edmond Fischer an der University of Washington. 1971 wurde er Lecturer an der University of Dundee, 1979 Reader und 1981 Professor (für Enzymologie). 1984 bis 2010 war er Royal Society Research Professor. 1990 bis 2012 war er Direktor der Protein Phosphorylation and Ubiquitylation Unit des Medical Research Council und er war 1998 bis 2012 Ko-Direktor (und danach Deputy Director) der Division of Signal Transduction Therapy (DSTT), einer Kollaboration von Universität und Pharmafirmen.
2008 gründete er das Scottish Institute of Cell Signaling (SCILLS) in Dundee, dessen Direktor er bis 2012 war. Durch seine Forschung baute er Dundee zu einem Biotechnologie-Zentrum in Großbritannien auf.
2014 erhielt er den Albert Einstein World Award of Science. Hervorgehoben wurde dabei seine Rolle bei der Entschlüsselung des Signalweges von Insulin. Dabei trug er zur Aufdeckung der Rolle von Proteinkinasen und der Phosphorylierung bei Signalübertragung in Zellen auf (für deren Entdeckung sein ehemaliger Lehrer Edmond Fischer und Edwin G. Krebs 1992 den Nobelpreis erhielten). Zurzeit (2016) erforscht er die Signalwege des angeborenen Immunsystems und das dort bestehende Wechselspiel von Phosphorylierung und Ubiquitinierung.
Schon 1977 erhielt er den Nachwuchspreis der Biochemical Society, die Colworth Medal. 1997 erhielt er den Louis-Jeantet-Preis, 1999 den Pfizer Innovation Award for Europe, 2006 den Rolf Luft Award des Karolinska Institutet in Stockholm, 2008 die Royal Medal der Royal Society und 2013 die Millennium Medal des Medical Research Council. 1992 bis 2003 gehörte er nach Thomson Scientific zu den meistzitierten Wissenschaftlern in der Biologie und Biochemie (und war der meistzitierte britische Wissenschaftler). Er ist Mitglied der Academia Europaea und der National Academy of Sciences, Fellow der Royal Society (1984), der Royal Society of Edinburgh (1984), der EMBO (1982)  und der Academy of Medical Sciences (als Gründungsmitglied). 1993 wurde er Fellow des University College London und er ist Honorary Fellow des Royal College of Pathologists. 1998 wurde er als Knight Bachelor geadelt. Er ist mehrfacher Ehrendoktor (Strathclyde, Linköping, Debrecen, Abertay).
Er war Präsident der Biochemical Society.